# Wilfrid Almendra
 (mars 2018).
Wilfrid Almendra est un artiste franco-portugais né en 27 mars 1972 à Cholet.
Wilfrid Almendra vit et travaille à Marseille. Ses matériaux proviennent souvent de l’économie alternative, du recyclage, et de l’échange. Ils convoquent une esthétique de la classe ouvrière immigrée dont il est issu, et questionnent le désir de confort, et la capacité individuelle d’invention et de poésie trouvée au cœur des structures sociales et économiques les plus restrictives. 

## Biographie
Il est diplômé de l'École des Beaux Arts de Rennes.

## Expositions personnelles
- 2016 : Light Boiled Like Liquid Soap, Fogo Island Gallery, Canada.
- 2014 : Between the Tree and Seeing It, Les Églises, centre d'art contemporain de Chelles, Chelles.
- 2013 : L'Intranquillité, Centre d'art Passerelle, Brest.
- 2013 : Reconstruction of a Monument II, Village Royal, Paris.
- 2013 : Matériologique, Fondation d'Entreprise Ricard, Paris.
- 2013 :  Le Splendid, Parc Saint Léger, Centre d'art contemporain, Pougues-les-Eaux.
- 2013 : Second skin III, Maison du Barreau, Paris.
- 2012 : Yellow River, Bugada & Cargnel, Paris.
- 2010 : Second Skin, L'Antenne du Plateau, FRAC Île-de-France, Paris.
- 2009 : Killed in Action (Case Study Houses), Bugada & Cargnel, Paris.
- 2009 : Go, FRAC des Pays de la Loire, Carquefou.
- 2009 :  & Return, Zoo Galerie, Nantes .
- 2008 : Or Something Like That, Maison du livre, de l’image et du son François Mitterrand, Villeurbanne.
- 2008 : Jungle Composite, La Chapelle des Calvariennes, Mayenne.
- 2008 : Cuts Across the Land, Cosmic Galerie, Paris.
- 2007 : Goodbye Sunny Dreams, Buy-Sellf Art Club, Marseille.
- 2007 : Watercolors, Le Grand Atelier, École Supérieure d'Art, Clermont Ferrand.
- 2006 : Rock Garden, Frac-Collection Aquitaine, Bordeaux.
- 2005 : De natura, Centre d'Art Contemporain de Meymac, Meymac.
- 2001 : Banco por Aki, Colombo Gallery, Lisbonne, Portugal.
- 2000 : Transplanteur, Galerie Cloître, ERBA, Rennes.
- 1999 : Intervenção, Câmara municipal, Casario, Portugal.

## Expositions collectives
- 2013 : Archeologia[1], présentée à 40mcube, au musée des beaux-arts de Rennes, au musée de géologie de l'université de Rennes 1 et au Frac Bretagne, Rennes. Commissariat : 40mcube

## Monographie
- Wilfrid Almendra, textes de Zoë Gray, Étienne Bernard, Sarah C. Bancroft, Les Presses du réel, 2013, 144 p., 110 ill.  (ISBN 978-2-84066-547-2)

## Collections publiques
Fonds départemental d'art contemporain de l'Essonne, Chamarande